# HD 142250
HD 142250，又名CD-2611096，SAO 183907、HR 5910，是一颗恒星，视星等为6.14，位于銀經345.57，銀緯20，其B1900.0坐标为赤經15h 48m 24.6s，赤緯-27° 20′ 30″。